# 市府轉運站起重機墜落事故
市府轉運站起重機墜落事故是於2009年4月24日，發生在臺灣台北市信義區的一起意外事故。

## 事件經過
2009年4月24日下午1時54分，一部由廣東省旅行團搭乘的遊覽車轉入台北市忠孝東路5段20巷內，當時市府轉運站大樓頂正拆除中型起重機，當時位於31樓的小型起重機，吊起長31公尺、重達3公噸的中型起重機吊臂，機具移向道路時，吊臂突然脫落，呈幾近水平方向砸向遊覽車車尾，造成車內乘客2人死亡，3人重傷。2009年4月27日，其中一名重傷傷者救治無效宣告死亡，事故死亡人數增加至3人。

## 究責
該大樓興建的工程是由大成工程、中鋼構等公司承攬，起重機作業則由神洲建機工程負責。負責營運的統一企業事後發出新聞稿表示哀痛，指是風切（風速突然變化）釀禍；統一相關企業太子建設副總經理羅順來說，施工塔吊（塔式起重機）上周二才通過政院北區勞檢所檢查，應不會有機具問題。神洲建機工程人員應訊時也表示是突遇強風，吊臂才掉落。而台北地檢署主任檢察官賴正聲等勘查現場，並偵訊吊臂操作人員房安得等8人後，認為施工現場路口沒封鎖、被吊掛的吊臂過重，應該是意外發生直接原因，顯是人為疏失。事後6人依業務過失致死及業務過失傷害罪嫌送辦。

## 外部連結
- 海峽資訊網　31樓墜落　吊桿砸車尾　廣東團2死[永久]

1. ↑  YouTube上的中時新聞網 吊臂砸死陸客 檢警今回現場模擬